# 4군 (호찌민시)
4군(Quận 4 / 4郡)은 호치민시의 군 중 하나이다. 사이공항이 이곳에 있다. 2010년을 기준으로 4군에는 183,261명의 인구가 있고, 전체 면적은 4km2이다.

## 지리
4군은 강과 운하를 둘러싸고있는 삼각형의 섬 모양을 하고 있다. 북동쪽으로는 사이공강이 있고, 2군에 접한다. 북서쪽으로는 벤응헤강과 1군이 접하고 있고, 남쪽으로는 떼 운하와 7군이 접한다.

## 행정 구역
15개의 프엉이 있다. 1985년 1월 11일 4군에는 아래의 다섯 프엉이 존재했다.
- 빈호 프엉(현재는 1프엉에서 4프엉까지 4개의 프엉으로 분할)
- 리뇽 프엉(현재의 5, 6, 8 프엉)
- 까이방 프엉(현재는 9, 10 프엉)
- 쏨 치우 프엉(현재의 12~14 프엉)
- 카인호이 프엉(현재의 15,16,18 프엉)

이후 18개의 프엉으로 분할되었다가, 7, 11, 17 프엉이 제외되어 현재의 15개 프엉이 된 군을 구성하였다.

## 명소
- 호찌민 박물관
- 호찌민 해물요리 거리